# Ralph Dommermuth
Ralph Dommermuth (* 19. November 1963 in Dernbach) ist ein deutscher Unternehmer. Er ist Gründer, Vorstandsvorsitzender und Mehrheitsaktionär der United Internet AG mit Sitz in Montabaur.

## Familie und Ausbildung
Ralph Dommermuth ist der Sohn eines Immobilienmaklers in Montabaur und hat einen Bruder. Nach einer Ausbildung bei der Deutschen Bank begann er 1983 in seinem Heimatort Montabaur als freier Mitarbeiter im Vertrieb eines örtlichen PC-Händlers.
Dommermuth hat einen volljährigen Sohn. Seine Frau Judith ist Modeunternehmerin.

## Geschäftsleben
1988 gründete er gemeinsam mit einem Partner die 1&1 EDV Marketing GmbH. Als erste Geschäftsidee wurde die „Software-Börse“ gegründet, ein Marketinginstrument für Softwarehäuser. Für diese Idee gewann 1&1 1989 den Deutschen Direktmarketing-Preis. Außerdem organisierte die Gesellschaft unter anderem Sonderausstellungen auf der CeBIT in Hannover wie das Software-Zentrum Mittelstand und Software for Europe. 1992 hatte Dommermuths Konzept zur externen Vermarktung Erfolg, als sein Unternehmen 1&1 von der Deutschen Telekom den Auftrag erhielt, BTX-Zugänge und später T-Online-Zugänge zu verkaufen. Eine weitere Aktivität war auch die später in twenty4help umbenannte 1&1 ServiceLine, die von IBM den Auftrag zur Hotline für OS/2 und PS/2 als auch für die Druckerreihen des Computerherstellers erhielt und in der Folge für Firmen wie Apple, Deutsche Telekom, HP, Microsoft, Sun Microsystems und AOL tätig war.
Nach dem Erfolg als Marketing-Dienstleister baute Dommermuth 1&1 ab 1996 zum Internet-Service-Provider um. Im März 1998 ging das Unternehmen als erste deutsche Internet-Firma an die Börse. Aufgrund der in diesem Zusammenhang durchgeführten Kapitalerhöhung hatte 1&1 jetzt die Möglichkeit, sich an anderen Internet-Unternehmen wie GMX und Schlund+Partner zu beteiligen. Auf dem Höhepunkt des Internet-Booms Anfang 2000 hielt die 1&1 Beteiligungen an 17 jungen Internet-Firmen und Dommermuth benannte das Unternehmen in United Internet um. United Internet entwickelte sich durch eigenes Wachstum und durch Akquisitionen wie Web.de, Fasthosts, arsys, InterNetX, united-domains, Sedo, home.pl, Strato, ProfitBricks, world4you und 1&1 Versatel zu einem der führenden europäischen Internet-Unternehmen.
Dommermuth besitzt über 50 % der Aktien der United Internet AG. Von August 2014 bis Juni 2015 gehörte er dem Aufsichtsrat der United-Internet-Beteiligung Rocket Internet an.
Im Sommer 2017 brachte United Internet seine Tochtergesellschaft 1&1 Telecommunication SE in die Drillisch AG ein und erhielt dafür neue Drillisch-Aktien. Insgesamt besitzt United Internet über 85 % der im Januar 2018 umbenannten 1&1 Drillisch AG. Am 1. Januar 2018 übernahm Dommermuth auch den Vorstandsvorsitz dieser Gesellschaft, die 2021 nochmals umbenannt wurde und heute als 1&1 AG firmiert.
Die 1&1 AG nahm 2019 erfolgreich an der 5G-Frequenzauktion der Bundesnetzagentur teil. Damit legte Dommermuth den Grundstein für den Bau eines vierten Mobilfunknetzes in Deutschland. Im August 2021 gab das Unternehmen bekannt, gemeinsam mit dem japanischen Tech-Konzern Rakuten das innovativste Mobilfunknetz Europas auf Basis der neuen Open-RAN-Technologie bauen zu wollen. Der Start für den Bau des Mobilfunknetzes fand noch im gleichen Jahr statt.
1&1 war von der Fußball-Bundesliga Saison 2020/21 bis zur Saison 2024/25 Trikotsponsor von Borussia Dortmund bei den Bundesligaspielen. Für alle internationalen Wettbewerbe, den DFB-Pokal und Testspiele im Ausland bleibe der bisherige Trikotsponsor Evonik Industries auf den Trikots zu sehen. Evonik Industries gab daraufhin knapp 5 Prozent ihrer Aktien an der Borussia Dortmund GmbH & Co. KGaA ab und reduzierte ihren Anteil auf 9,8 Prozent. Dommermuth erwarb Anfang März 2020 über seine Ralph Dommermuth Beteiligungen GmbH 5,0 % an der Borussia Dortmund. Zum Ende der Saison 2024/25 beendete Evonik Industries das Trikotsponsoring und der BVB entschied sich zukünftig wieder nur für einen Sponsor bei allen nationalen und internationalen Spielen. Vodafone ist seitdem alleiniger Trikotsponsor.
Ralph Dommermuth besitzt ein umfangreiches Immobilienvermögen, zu dem auch Outlet Center gehören. Das erste Center entwickelte er ab 1996 zusammen mit Investoren in Zweibrücken, es wurde 2001 als erstes Outlet Center in Deutschland eröffnet. 2015 wurde sein Outlet Center in Montabaur eröffnet. Seit 2024 plant er zusammen mit seinem Sohn ein weiteres Outlet Center in Remscheid-Lennep mit 140 Geschäften für eine Eröffnung 2027 auf rund 64.000 m².

## Vermögen

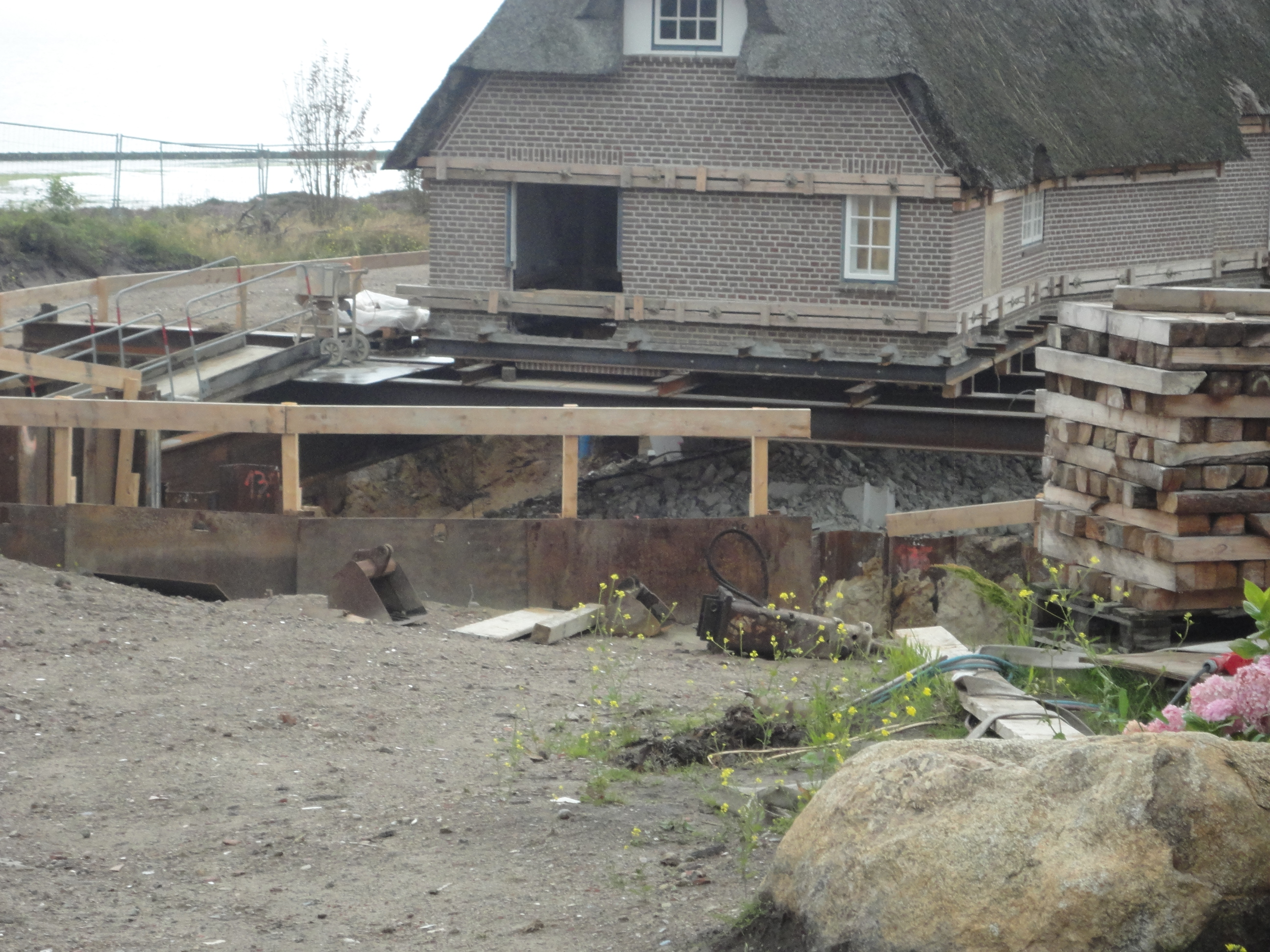
Dommermuths Haus mit Baustelle im Hoboken-Weg in Kampen (2015)

Laut Forbes besaß Dommermuth im März 2018 ein Vermögen von 5,9 Milliarden US-Dollar und zählte damit zu den 300 reichsten Menschen der Welt. 2017 spendete Dommermuth 500.000 Euro an die CDU. 2021 spendete er jeweils 100.000 Euro an die CDU und FDP.
Dommermuth erwarb ein Haus in Kampen auf Sylt, das der Verleger Peter Suhrkamp 1953 an den Verleger Axel Springer verkauft hatte.

## Stiftungen und Initiativen
Im September 2006 gründete Ralph Dommermuth die Stiftung United Internet for UNICEF mit dem Ziel, die Lebenssituation von Kindern und notleidenden Menschen durch die Einwerbung von Spenden zu verbessern.
Hierzu wurde die Marketing-Maschine von United Internet für Spenden-Verdopplungsaktionen genutzt und die Nutzer von WEB.DE, GMX und 1&1 in regelmäßigen Abständen zu Spenden aufgefordert. Die Stiftung gehört mit über 60 Millionen Euro zu den größten Einzelspendern von UNICEF und wurde 2014 mit dem neu geschaffenen „Gustav Rau Preis“ sowie 2016 als „Partner of the Year“ von UNICEF Deutschland ausgezeichnet.
2013 gründete Dommermuth zusammen mit dem früheren Außenminister Guido Westerwelle die Westerwelle Foundation. Die Stiftung sitzt in Berlin und hat das Ziel, die internationale Verständigung zu fördern sowie Demokratie und Marktwirtschaft, Rechtsstaatlichkeit und Toleranz in sogenannten Aufbruchländern zu stärken.
Die Ralph und Judith Dommermuth Stiftung leistet finanzielle Unterstützung wohltätiger Projekte und betreibt seit Anfang 2016 die Plattform Wir zusammen. Dort werden Projekte der Deutschen Wirtschaft zur gesellschaftlichen Integration von Flüchtlingen und zur Integration in die Arbeitswelt vorgestellt. Die Plattform wurde von 36 Firmen initiiert, inzwischen sind über 200 namhafte Unternehmen dabei. Mit einer Werbekampagne motiviert „Wir zusammen“ weitere Unternehmen und ihre Mitarbeiter, ebenfalls aktiv zu werden.
Im Jahr 2007 ermöglichte Dommermuth mit dem neu gegründeten United Internet Team Germany die erstmalige Teilnahme eines deutschen Bootes beim America’s Cup. Am 29. April 2005 wurde das Team wenige Stunden vor dem Meldeschluss als Herausforderer für den 32sten America’s Cup akzeptiert. Neben dem von United Internet bereitgestellten Werbebudget investierte Dommermuth rund 20 Millionen Euro aus seinem Vermögen in das Projekt.
2021 gründete Dommermuth zusammen mit vier anderen  Unternehmern die Unternehmerstiftung für Chancengechtigkeit.

## Auszeichnungen
- 1994 Gründer des Jahres, Auszeichnung durch den Norman Rentrop Verlag.
- 2007 Stratege des Jahres, Auszeichnung durch die Financial Times.
- 2014 CEO des Jahres, Auszeichnung durch die Wirtschaftswoche.[15]
- 2014 Unternehmer des Jahres, Auszeichnung des Verbands Deutscher Zeitschriftenverleger (VDZ).[16]
- 2014 Berufung durch Bundeskanzlerin Angela Merkel als Ständiges Mitglied des Steuerkreises Innovationsdialog.[17]
- 2017 Entrepreneur of the Year – Ehrenpreis für außergewöhnliches soziales Engagement, Auszeichnung durch EY.[18]
- 2018 Aufnahme in die Hall of fame der Deutschen Wirtschaft, Auszeichnung des Manager Magazin.[19]
- 2018 Preis Soziale Marktwirtschaft der Konrad-Adenauer-Stiftung, Preisträger 2018.[20]
- 2019 EntscheidungsMacher 2019, Auszeichnung durch die Wirtschaftswoche und KPMG.[21]
- 2023 UNICEF Ehrenpreis Kinderrechte, Verleihung durch UNICEF Deutschland.
- 2025 Verleihung der Ehrendoktorwürde durch das Päpstliche Institut für christliche Archäologie, Rom.